# Emerson Sheik
Emerson Sheik, właśc. Marcio Passos de Albuquerque (ur. 6 grudnia 1978 w Nova Iguaçu) – katarski piłkarz brazylijskiego pochodzenia występujący na pozycji napastnika. Były młodzieżowy reprezentant Brazylii i seniorski Kataru. Po zakończeniu kariery w Corinthians Paulista, został jego menedżerem.

## Sukcesy
Consadole Sapporo
- J1 League 2 (1): 2000

Urawa Red Diamonds
- J.League Cup (1): 2004
- Emperor’s Cup (1): 2005

Al-Sadd
- Qatar Stars League (2): 2006, 2007
- Qatar Crown Prince Cup (3): 2006, 2007, 2008
- Emir of Qatar Cup (2): 2005, 2007
- Puchar Xeque Jassem (1): 2007

Flamengo
- Campeonato Brasileiro (1): 2009
- Campeonato Carioca (1): 2009
- Taça Rio (1): 2009

Al Ain
- UAE Super Cup (1): 2009

Fluminense
- Campeonato Brasileiro (1): 2010

Corinthians
- Campeonato Brasileiro (1): 2011
- Copa Libertadores (1): 2012
- Klubowe mistrzostwa świata w piłce nożnej (1): 2012
- Campeonato Paulista (2): 2013, 2018
- Recopa Sul-Americana (1): 2013